# Sebastian Walukiewicz
Sebastian Wiktor Walukiewicz, född 5 april 2000 i Gorzów Wielkopolski, är en polsk fotbollsspelare som spelar för Torino och Polens herrlandslag i fotboll.

## Klubbkarriär
Den 30 augusti 2024 värvades Walukiewicz av Torino, där han skrev på ett treårskontrakt.

## Landslagskarriär
Walukiewicz blev uttagen till Polens trupp i EM i fotboll 2024 men fick ingen speltid i turneringen.